# GKS 카토비체
GKS 카토비체(GKS Katowice)는 폴란드의 축구 클럽으로, 카토비체를 연고지로 한다. 2015-16 시즌에서 I 리가에 참가하고 있다.

## 선수 명단

### 현역
참고: FIFA 자격 규정에 따라 소속된 국가대표팀 국기를 표시합니다. 선수는 복수의 FIFA 비회원국 국적을 가지고 있을 수 있습니다.
| 번호 | 포지션 | 국적 | 이름                  |
| ---- | ------ | ---- | --------------------- |
| 7    | FW     |      | 세바스티안 베르기에르 |
| 10   | MF     |      | 마테우시 막           |

| 번호 | 포지션 | 국적       | 이름        |
| ---- | ------ | ---------- | ----------- |
| 99   | FW     | 슬로바키아 | 아담 즈렐락 |

## 역대 감독
| 감독          | 임기        |
| ------------- | ----------- |
| 아담 나바우카 | 2008 ~ 2009 |
| 예지 브젱체크 | 2015 ~ 2017 |

## 같이 보기
- UEFA 챔피언스리그
- 루흐 호주프
- 구르니크 자브제

틀:GKS 카토비체 선수 명단